# Torneo de Houston 2018
El U.S. Men's Clay Court Championship 2018 fue un torneo de tenis que pertenece a la ATP en la categoría de ATP World Tour 250. Fue la 50.ª edición del torneo y se disputó del 9 al 15 de abril de 2018 sobre la superficie de polvo de ladrillo en el River Oaks Country Club.

## Distribución de puntos
| Modalidad            | Campeón | Finalista | Semifinales | Cuartos de final | 2ª ronda | 1ª ronda | Clasificados | 2ª ronda de clasificación | 1ª ronda de clasificación |
| Individual masculino | 250     | 165       | 100         | 50               | 25       | 0        | 13           | 7                         | 0                         |
| Dobles masculino     | 250     | 150       | 90          | 45               | 20       | 0        | -            | -                         | -                         |

## Cabezas de serie

### Individuales masculino
| Tenista           | Ranking | Preclasificado |
| John Isner        | 9       | 1              |
| Sam Querrey       | 14      | 2              |
| Jack Sock         | 16      | 3              |
| Nick Kyrgios      | 24      | 4              |
| Fernando Verdasco | 36      | 5              |
| Steve Johnson     | 52      | 6              |
| Ryan Harrison     | 54      | 7              |
| Tennys Sandgren   | 56      | 8              |

- Ranking del 2 de abril de 2018.[2]

### Dobles masculino
| Tenista                        | Ranking | Preclasificado |
| Bob Bryan Mike Bryan           | 18      | 1              |
| Ryan Harrison Ben McLachlan    | 46      | 2              |
| Julio Peralta Horacio Zeballos | 59      | 3              |
| Santiago González Donald Young | 86      | 4              |

## Campeones

### Individual masculino
Steve Johnson venció a  Tennys Sandgren por 7-6(7-2), 2-6, 6-4

### Dobles masculino
Max Mirnyi /  Philipp Oswald vencieron a  Andre Begemann /  Antonio Šančić por 6-7(2-7), 6-4, [11-9]